# Carobius angustus
Carobius angustus är en insektsart som beskrevs av Banks 1909. Carobius angustus ingår i släktet Carobius och familjen florsländor. Inga underarter finns listade i Catalogue of Life.